# Ga Hangnyeoul
Ga Hangnyeoul là ga trên Tàu điện ngầm vùng thủ đô Seoul tuyến 3. Nhà ga chỉ có một lối thoát nối trực tiếp đến SETEC (Trung tâm triển lãm thương mại & Hội nghị Seoul). Nhà ga này có số lượt khách thấp nhất trong các nhà ga của Tuyến 3 ở Seoul.
Nó nằm ở Daechi-dong, Gangnam-gu, Seoul.

## Bố trí ga
| Daechi ↑    |
| \| N/B      |
| ↓ Daecheong |

| Hướng Bắc | ●Tuyến 3 | ← Hướng đi Daehwa  |
| Hướng Nam | ●Tuyến 3 | → Hướng đi Ogeum → |

## Vùng lân cận
- Lối thoát 1: Trung tâm triển lãm thương mại Seoul